# Pascual Pérez
Pascual Pérez, född 4 maj 1926 i Rodeo Media, död 22 januari 1977 i Buenos Aires, var en argentinsk boxare.
Pérez blev olympisk mästare i flugvikt i boxning vid sommarspelen 1948 i London.